# Lindsaea goudotiana
Lindsaea goudotiana là một loài thực vật có mạch trong họ Dennstaedtiaceae. Loài này được (Kunze) Mett. miêu tả khoa học đầu tiên năm 1868.